# Tell Berna
Tell Schirnding Berna (ur. 24 lipca 1891 w Pelham Manor, zm. 5 kwietnia 1975 w Nantucket) – amerykański lekkoatleta specjalizujący się w biegach długodystansowych i przełajowych, złoty medalista olimpijski.

## Kariera sportowa
W latach 1910 i 1911 dwukrotny mistrz federacji IC4A (ang. Intercollegiate Association of Amateur Athletes of America) w biegu na 2 mile. Uczestnik letnich igrzysk olimpijskich w Sztokholmie w 1912 r., złoty medalista w biegu drużynowym na dystansie 3000 metrów oraz zdobywca 5. miejsca w finale olimpijskim biegu na 5000 metrów. Startował również w finale biegu przełajowego, biegu jednak nie ukończył i nie został sklasyfikowany.
W 1912 r. ukończył studia na Uniwersytecie Cornella. W późniejszych latach pracował w branży maszynowej, w 1937 r. został dyrektorem generalnym stowarzyszenia National Machine Tools Business Association. Podczas II wojny światowej blisko współpracował z odpowiednimi departamentami rządu Stanów Zjednoczonych w zagadnieniach dotyczących zwiększenia produkcji amunicji.
W 1979 r. został uhonorowany umieszczeniem w Galerii Gwiazd Uniwersytetu Cornella (ang. Cornell University Hall of Fame).
Rekordy życiowe:
- bieg na 5000 m – 15:08,4 – 1912